# Escanaba (Míchigan)
Escanaba es una ciudad ubicada en el condado de Delta en el estado estadounidense de Míchigan. Es sede del condado de Delta. En el Censo de 2010 tenía una población de 12616 habitantes y una densidad poblacional de 295,27 personas por km².

## Geografía
Escanaba se encuentra ubicada en las coordenadas 45°44′47″N 87°5′1″O / 45.74639, -87.08361. Según la Oficina del Censo de los Estados Unidos, Escanaba tiene una superficie total de 42.73 km², de la cual 33.35 km² corresponden a tierra firme y (21.96%) 9.38 km² es agua.

## Demografía
Según el censo de 2010, había 12616 personas residiendo en Escanaba. La densidad de población era de 295,27 hab./km². De los 12616 habitantes, Escanaba estaba compuesto por el 93.45% blancos, el 0.42% eran afroamericanos, el 2.6% eran amerindios, el 0.59% eran asiáticos, el 0% eran isleños del Pacífico, el 0.26% eran de otras razas y el 2.68% pertenecían a dos o más razas. Del total de la población el 1.22% eran hispanos o latinos de cualquier raza.